# Järnoxidbrunt

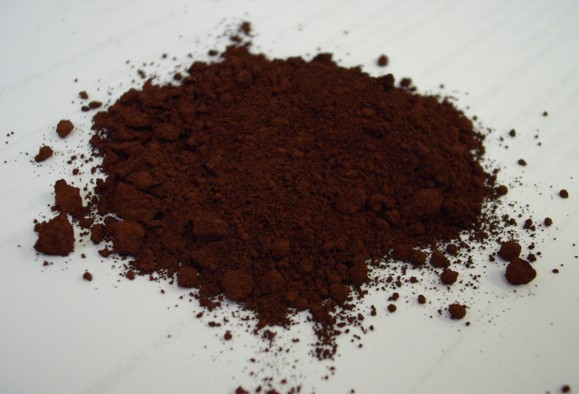
Järnoxidbrunt

Järnoxidbrunt är färgpigment som i huvudsak är en blandning av järnoxidhydroxider, eller järnoxidhydrater, järnoxider och i dess bruna och mörkare nyanser även manganoxider. Det kan uppvisa flera olika nyanser och är vanligt pigment i jordfärger, såsom umbra, brun ockra och även sienna.
C.I. Pigment Brown 6 (PBr6) innehåller en blandning av syntetiska järnoxidhydroxider och järnoxider, i princip en blandning av järnoxidgult, PY42 och järnoxidrött, PR101, (C.I. 77491, 77492, 77499). Det kan även finnas naturliga ämnen i pigmentet.
C.I. Pigment Brown 7 (PBr7) anger att pigmentet består av naturligt erhållen brun ockra, eller en blandning av gulockra, PY43, och rödockra, PR102, innehållandes limonit respektive hematit, och varierande andel manganoxid (ju mer mangan, desto mörkare färg), liksom en del andra mineraler beroende på härkomst. I praktiken kan dock även vissa pigment märkta PBr7 ha en del syntetiskt innehåll.